# Eryphus bipunctatus
Eryphus bipunctatus là một loài bọ cánh cứng trong họ Cerambycidae.